# Oberea assamensis
Oberea assamensis är en skalbaggsart som beskrevs av Stefan von Breuning 1982. Oberea assamensis ingår i släktet Oberea och familjen långhorningar. Inga underarter finns listade i Catalogue of Life.